# Achelia australiensis
Achelia australiensis is een zeespin uit de familie Ammotheidae. De soort behoort tot het geslacht Achelia. Achelia australiensis werd in 1954 voor het eerst wetenschappelijk beschreven door Stock. 